# Ressonância ciclotrônica

Freqüência ciclotrônica de uma partícula carregada em movimento perpendicular em direção a um campo uniforme magnético B de magnitude e direção constantes

A ressonância ciclotrônica descreve a interação de forças externas com partículas carregadas passando por um campo magnético, assim, já se movendo em um caminho circular. Ela recebe esse nome por conta do cíclotron, um acelerador de partículas inventado Ernest Lawrence que usa esta ressonância para adicionar energia cinética em partículas carregadas.
A freqüência ciclotrônica ou girofrequência  é a freqüência de uma partícula carregada em movimento perpendicular em direção a um campo magnético B uniforme, ou seja, com magnitude e direção constantes. Desde que o movimento é sempre circular,  a freqüência ciclotrônica é dada pela igualdade das força centrípeta e da força magnética de Lorentz 
{\displaystyle {\frac {mv^{2}}{r}}=qBv}
com a partícula de massa {\displaystyle m}, carga {\displaystyle q}, velocidade {\displaystyle v}, e o caminho radial circular {\displaystyle r}, também chamado raio de rotação.
Pela substituição para a frequência de circulação {\displaystyle f={\frac {v}{2\pi r}}}, que define a frequência do ciclotron, isto leva a
{\displaystyle f={\frac {qB}{2\pi m}}},
ou a frequência angular
{\displaystyle \omega =2\pi f={\frac {qB}{m}}}.